# La Mata de Morella
La Mata de Morella è un comune spagnolo di 166 abitanti situato nella comunità autonoma Valenciana.